# Arthur Fitzwilliam Tait
Pour les articles homonymes, voir Tait.
Arthur Fitzwilliam Tait (né en 1819 à Liverpool et mort en 1905) est un artiste peintre anglais qui s'est illustré par ses peintures animalières des montagnes Adirondak.

## Œuvres
- A Tight Fix - Bear Hunting, Early Winter (The Life of a Hunter, A Tight Fix), 1856, Crystal Bridge Museum of American Art, Bentonville, Arkansas[1].